# Adrianus Bogaers

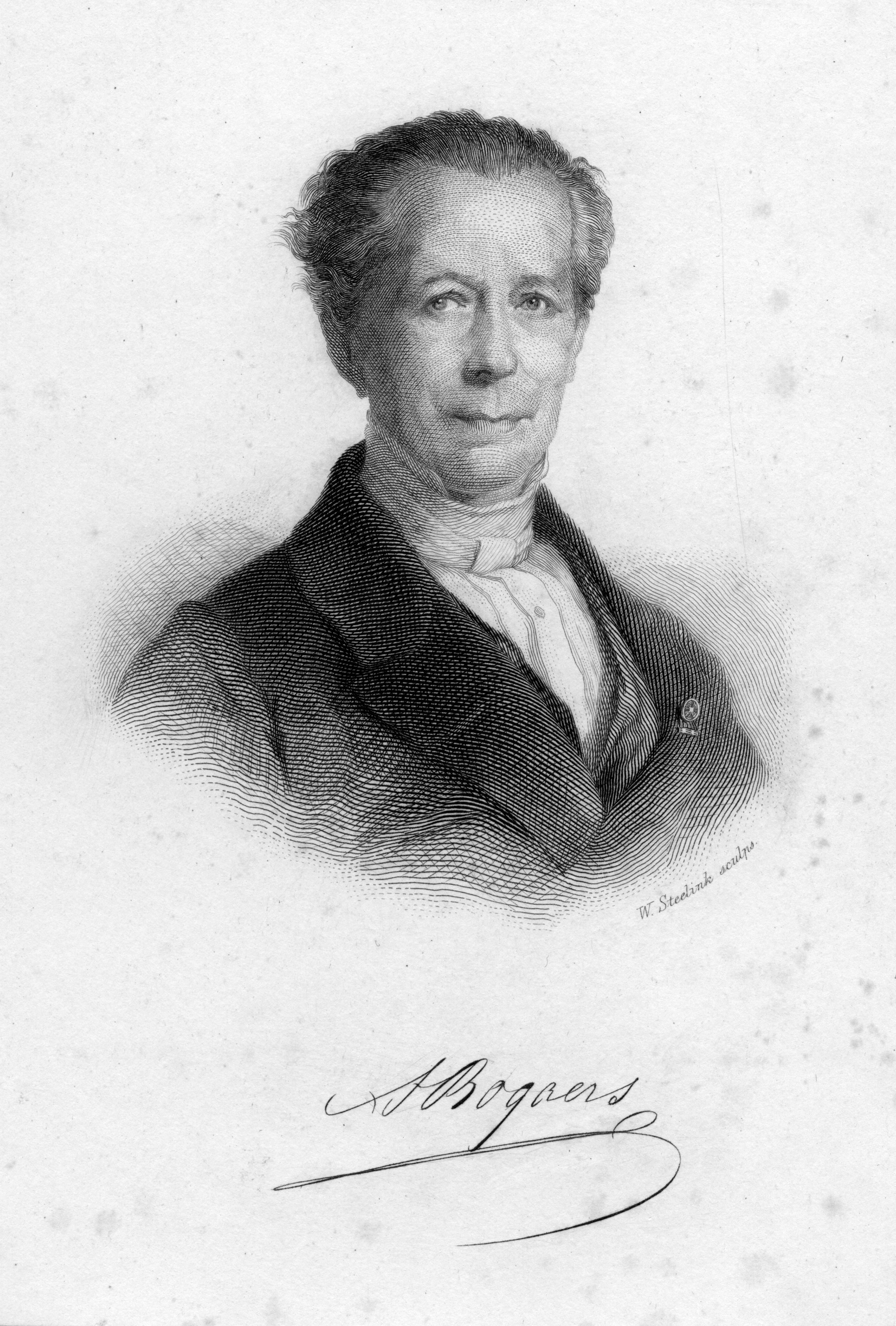
Adrianus Bogaers

Adrianus Bogaers, född 6 januari 1795 i Haag, död 11 augusti 1870 i Spa, var en nederländsk skald.
Bogaers var 1830–51 domare vid distriktsrätten i Rotterdam. Han var en patriot i Hendrik Tollens efterföljd och i sin första publicerade dikt Volharding (1832), uppmuntrade han sina landsmän till uthållighet i striden mot Belgien. Hans episka dikter Jochébed (1835) och De togt van Heemskerk naar Gibraltar (1837, hans mest framstående verk, prisbelönt) gjordes först 1860–61 tillgängliga för allmänheten. Vidare märks hans Balladen en romancen (1846; ny utökad upplaga 1862) och Gedichten (1859) samt hans tidskriftsartiklar över nederländska språket, samlade under titeln Taalkundige opstellen (1872). Hans samlade dikter utgavs i två band 1871.